# The Gunsaulus Mystery
The Gunsaulus Mystery est un film muet américain réalisé par Oscar Micheaux, sorti en 1921.

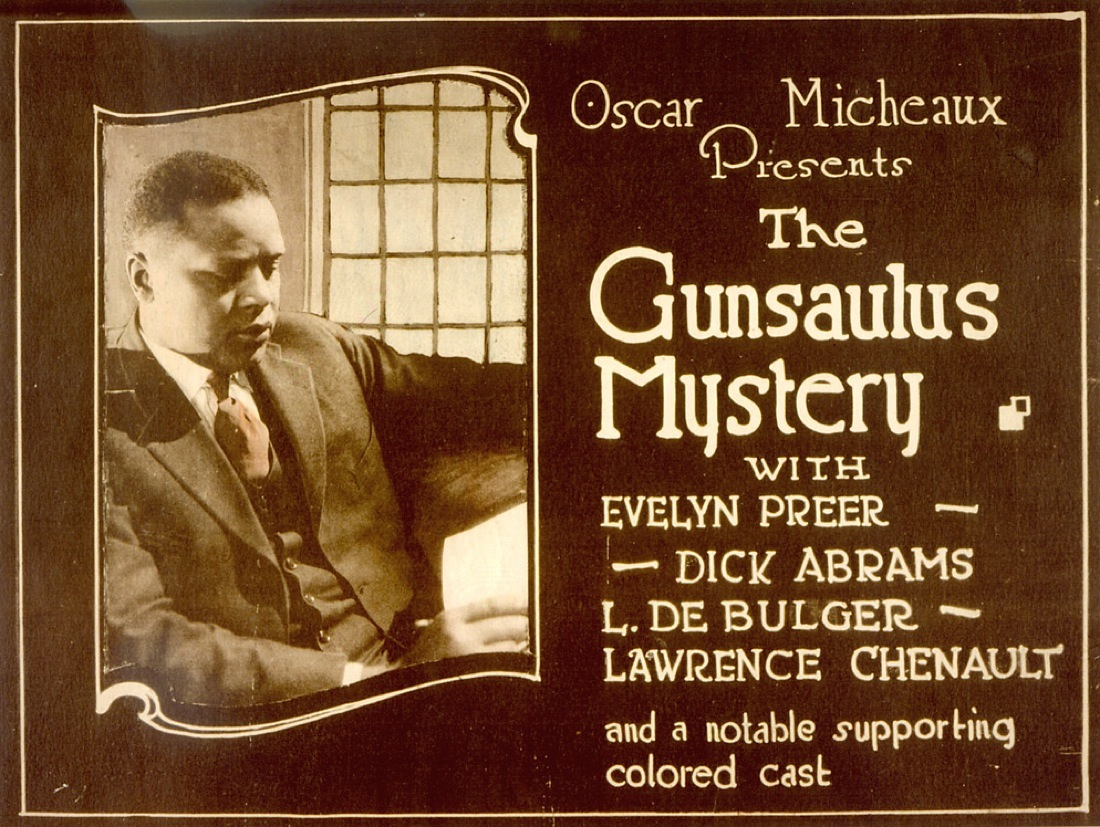
Annonce pour le film.

Oscar Micheaux en a fait un remake parlant en 1935 sous le titre Murder in Harlem.

## Synopsis
Arthur Gilpin, un veilleur de nuit noir, découvre la jeune Myrtle Gunsaulus mystérieusement assassinée dans le sous-sol d'une usine. Il est accusé du crime. Sa sœur, Ida May, engage pour sa défense un jeune avocat, Sidney Wyeth, qui avait été autrefois amoureux d'elle. L'affaire est compliquée et mystérieuse, avec des indices tels que d'étranges notes de meurtre recouvertes d'une substance blanche, et des mèches de cheveux de la jeune fille éparpillées dans la pièce. Bien que Lem Hawkins, un concierge noir, ait été arrêté, la police ne parvient pas à obtenir beaucoup d'informations de sa part. Les soupçons se portent finalement sur Anthony Brisbane, le directeur général de l'usine. Au procès, Wyeth prouve l'innocence de Gilpin et oblige également Hawkins à faire des aveux, dans lesquels il affirme que Brisbane est pervers et a tué Myrtle. Après avoir gagné le procès, Wyeth écrit un livre dans lequel il révèle un secret.

## Fiche technique
- Réalisation : Oscar Micheaux
- Scénario : Oscar Micheaux
- Production : Oscar Micheaux
- Photographie : Leonard Galezio
- Genre : Race film, drame[1]
- Distributeur : Micheaux Film Corporation
- Durée : 8 bobines
- Date de sortie : 1921

## Distribution

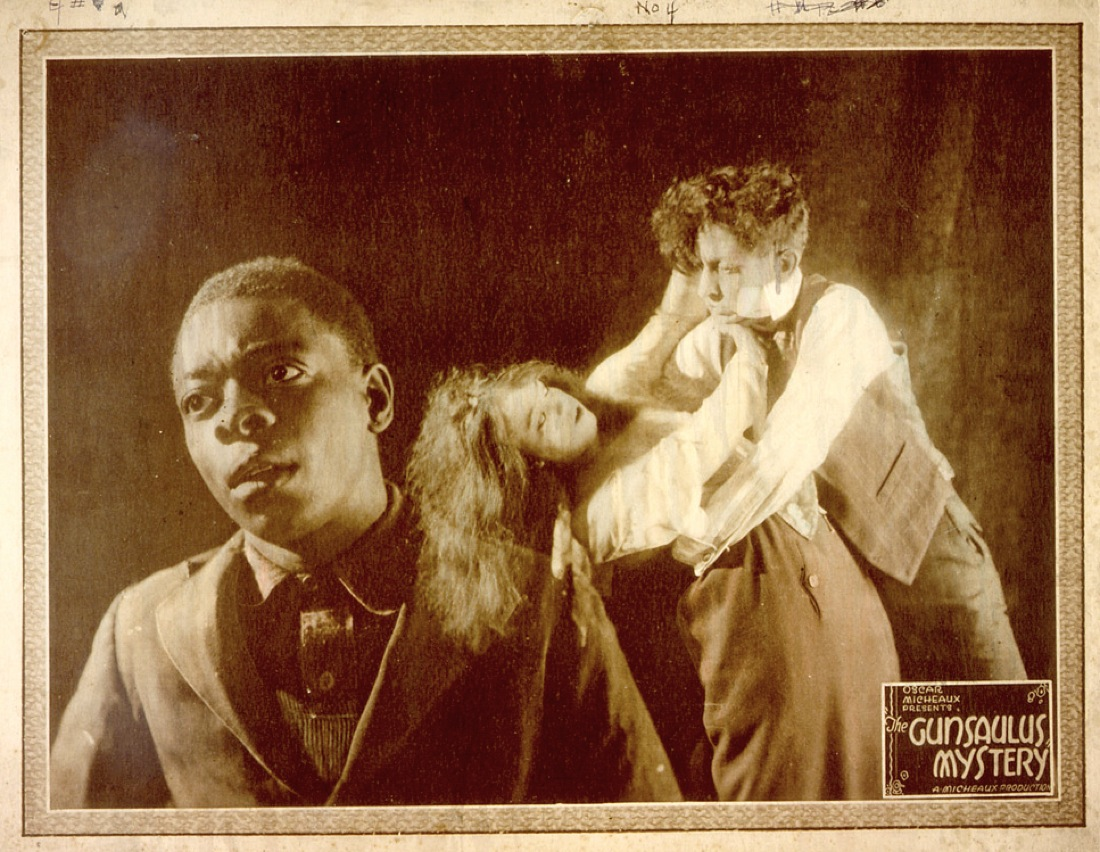
Carte promotionnelle du film.

- Evelyn Preer
- Lawrence Chenault
- Dick Abrams
- Louis De Bulger
- Mabel Young
- Eddie Brown
- Hattie Christian
- E. G. Tatum[2]
- Mattie Wilkes[3]